# Gavrilo Princip
Gavrilo Princip (cirill írással Гаврило Принцип) (Obljaj, 1894. július 25. – Theresienstadt, 1918. április 28.) boszniai szerb merénylő. Az első világháborút formálisan kirobbantó, Ferenc Ferdinánd elleni szarajevói merénylet elkövetője.

## Élete

### Ifjúsága, kapcsolatai
Obljajban, Bosznia-Hercegovinában született. Kilencen voltak testvérek, akik közül egy gyermekkorában meghalt. Ő maga is megkapta a tuberkulózist. Iskoláit Szarajevóban végezte. A hatosztályos gimnáziumból kicsapták, mert Ausztria-ellenes kijelentéseket tett. 1912 májusában Belgrádba költözött, itt került újra iskolába. Belépett a Mlada Bosna nevű boszniai szerb terrorista csoportba, melynek tagjai Boszniának Szerbiához való csatolásáért küzdöttek. Az első Balkán-háborúban Princip a szerb hadsereg katonájaként vett részt.

### Merénylete Szarajevóban

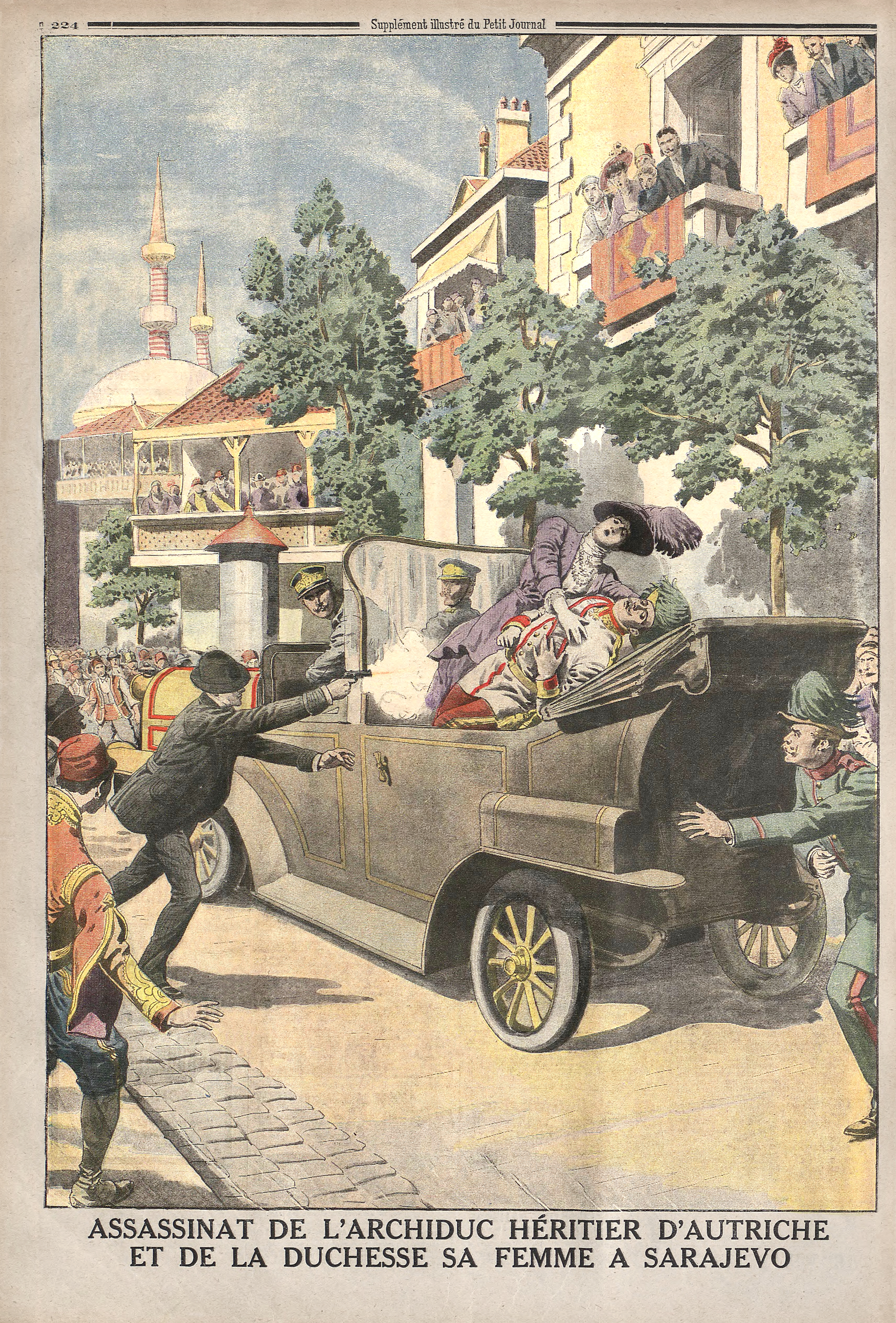
Korabeli rajz a merényletről

### Merényletének politikai következményei
A merénylet után megindult rendőri nyomozás megállapította a szerb titkosszolgálati vezetők bűnrészességét. Emiatt súlyos politikai válság alakult ki, amelynek nyomán a Monarchia kormánya ultimátumot küldött a szerb kormánynak. Ennek elutasítása után, 1914. július 28-án a Monarchia hadat üzent Szerbiának. A konfliktusba a nagyhatalmak is beavatkoztak, és kirobbant az I. világháború, amelynek végén az Osztrák–Magyar Monarchia felbomlott, területének jelentős részét az 1918-ban szerb vezetés alatt megalakult Szerb–Horvát–Szlovén Királyság szerezte meg.

### Későbbi sorsa
Gavrilo Princip 1918. április 28-án a theresienstadti börtönben halt meg tuberkulózis (TBC) következtében. Három évvel később, 1921-ben Szarajevóban temették el a Mlada Bosna szervezet többi tagja mellé. Merényletének színhelyén a királyi Jugoszlávia kormánya emléktáblát helyezett el.

## Emlékezete
Sok szerb ma is nemzeti hősként tiszteli az elkövetőt és szerintük tette hozzájárult a nemzeti megújuláshoz. A szerbek 2014-ben, az első világháború kitörésének 100. évfordulója alkalmából, szobrot emeltek Principnek a vajdasági Bácstóvárosban. A szobrot a világhírű szerb filmrendező, Emir Kusturica leplezte le. A világháborút megelőző időszakban a település közel 50 fiatalja tanult Szarajevóban és volt egyben az Ifjú Bosznia nevű szervezet tagja. Matija Bećković szerb költő szerint Princip tette alapvető változást hozott az Osztrák–Magyar Monarchia területén élő szerbek életébe. Kusturica véleménye szerint, aki filmet is forgatott Princip életéről, a merénylet nélkül ma nem létezhetne modern értelemben vett szerb állam. A szobor költségeit a település lakosai fizették közadakozásból. A boszniai szerbek 2014 júniusában ugyancsak szobrot állítottak a hősként és szabadságharcosként tisztelt Principnek Szarajevó keleti részén. Belgrádban pedig a szobrát a merénylet 101. évfordulóján adták át. Ennek során Tomislav Nikolić szerb elnök a következőket mondta: „Gavrilo Princip hős volt, a felszabadítás eszméjének szimbóluma ... Mások azt gondolnak, amit akarnak.”
Mások szemében azonban csak egy fanatikus, nacionalista terrorista volt, aki a világháború kirobbantásával milliók halálához járult hozzá. Jugoszlávia fennállása alatt az állami álláspont részét képezte Princip és a merénylet pozitív megítélése, ez azonban az állam megszűnésével és a délszláv háború során megváltozott. Különösen a boszniai bosnyákok és a katolikus horvátok utasítják el a szerb álláspontot. Az őket képviselő szarajevói polgármester egy emléktáblát állított a merénylet helyszínén a meggyilkolt főherceg emlékére. Egy 72 éves boszniai muszlim férfi, Halida Basić a következőképp nyilatkozott: „Gyilkos volt, terrorista. Azért tette, mert azt akarta, hogy Bosznia Nagy-Szerbia része legyen.” Husnija Kamberović, a Szarajevói Történeti Intézet igazgatója ezt mondta: „Ahogy az elmúlt száz évben is volt, Gavrilo Princip egyesek szemében mindig is hős marad, mások számára pedig terrorista. Ez érzelmek kérdése, és nem komoly történelmi érveké.” A vélemények eltérősége gyakorlatilag az etnikai választóvonalak mentén alakult ki.